# Carl August von Fraunhofen
Carl August Reichsfreiherr von und zu Alt- und Neufraunhofen (* 19. April 1794 in Landshut; † 3. März 1865 in München) war ein bayerischer Gutsbesitzer, Jurist und Reichsrat.

## Leben
Carl August Freiherr von Fraunhofen entstammte dem bayerischen Uradelsgeschlecht der Fraunhofen. 1810 schloss er seine gymnasialen Studien am (heutigen) Wilhelmsgymnasium München ab und absolvierte dann am angeschossenen Lyzeum sein Grundstudium (= Philosophie). Im Herbst 1811 begann er ein Jurastudium an der Universität Landshut und wurde dort im selben Jahr Mitglied des Corps Bavaria. Er war als Regierungsassessor, Regierungsrat und Kgl. Kämmerer tätig. Er war Gutsbesitzer von Poxau und Fraunhofen und gehörte der Kammer der Reichsräte in Bayern 1831–1834, 1837–1848 und 1858–1865 an. 1858 erfolgte die Ernennung zum Reichsrat auf Lebenszeit.
Er war mit Friederike (1789–1878), der Tochter von Adam von Aretin verheiratet, die sich als Landschaftsmalerin hervortat.
Mit Carl August Freiherr von Fraunhofen endete 1865 die männliche Linie der Fraunhofen. Der königliche Kämmerer und erbliche Reichsrat der bayerischen Krone setzte seinen Neffen Maximilian Freiherr von Soden, geboren 1844 in Ludwigsburg, als Erben ein, der sich nun Maximilian von Soden-Fraunhofen nannte. Er wurde als Staatsminister 1916 von König Ludwig III. in den erblichen Grafenstand erhoben und starb 1922. Schloss Neufraunhofen befindet sich bis heute im Besitz seiner Linie, der Grafen von Soden-Fraunhofen.